# Mostki (województwo podkarpackie)
Mostki – wieś w Polsce położona w województwie podkarpackim, w powiecie niżańskim, w gminie Jarocin.
| SIMC    | Nazwa    | Rodzaj     |
| ------- | -------- | ---------- |
| 0795123 | Bukowa   | przysiółek |
| 0795100 | Deputaty | przysiółek |
| 0795086 | Graba    | część wsi  |
| 0795117 | Jeże     | przysiółek |
| 0795130 | Łoza     | przysiółek |
| 0795146 | Nalepy   | przysiółek |
| 0795092 | Podpory  | część wsi  |
| 0795152 | Sokale   | przysiółek |
| 0795169 | Wasile   | przysiółek |

9 lipca 1943 wieś została spacyfikowana przez Niemców. Żołnierze Wehrmachtu zamordowali kilkadziesiąt osób (25 ofiar zostało zidentyfikowanych) i spalili 120 budynków.
W latach 1975–1998 miejscowość administracyjnie należała do województwa tarnobrzeskiego.
Obok miejscowości przepływa Gilówka, niewielka rzeka dorzecza Sanu, dopływ Bukowej.
Na terenie wsi znajdują się dwie kaplice filialne parafii Matki Bożej Bolesnej w Jarocinie: w przysiółku Nalepie (kaplica św. Judy Tadeusza) i w przysiółku Wasilach (kaplica Przemienienia Pańskiego).
W północnej części wsi, w przysiółku Graba, w lesie, stoi pomnik upamiętniający 55. rocznicę boju partyzantów Batalionów Chłopskich pod dowództwem kapitana Juliana Kaczmarczyka, którzy 11 czerwca 1944 roku zatrzymali wojsko hitlerowskie.

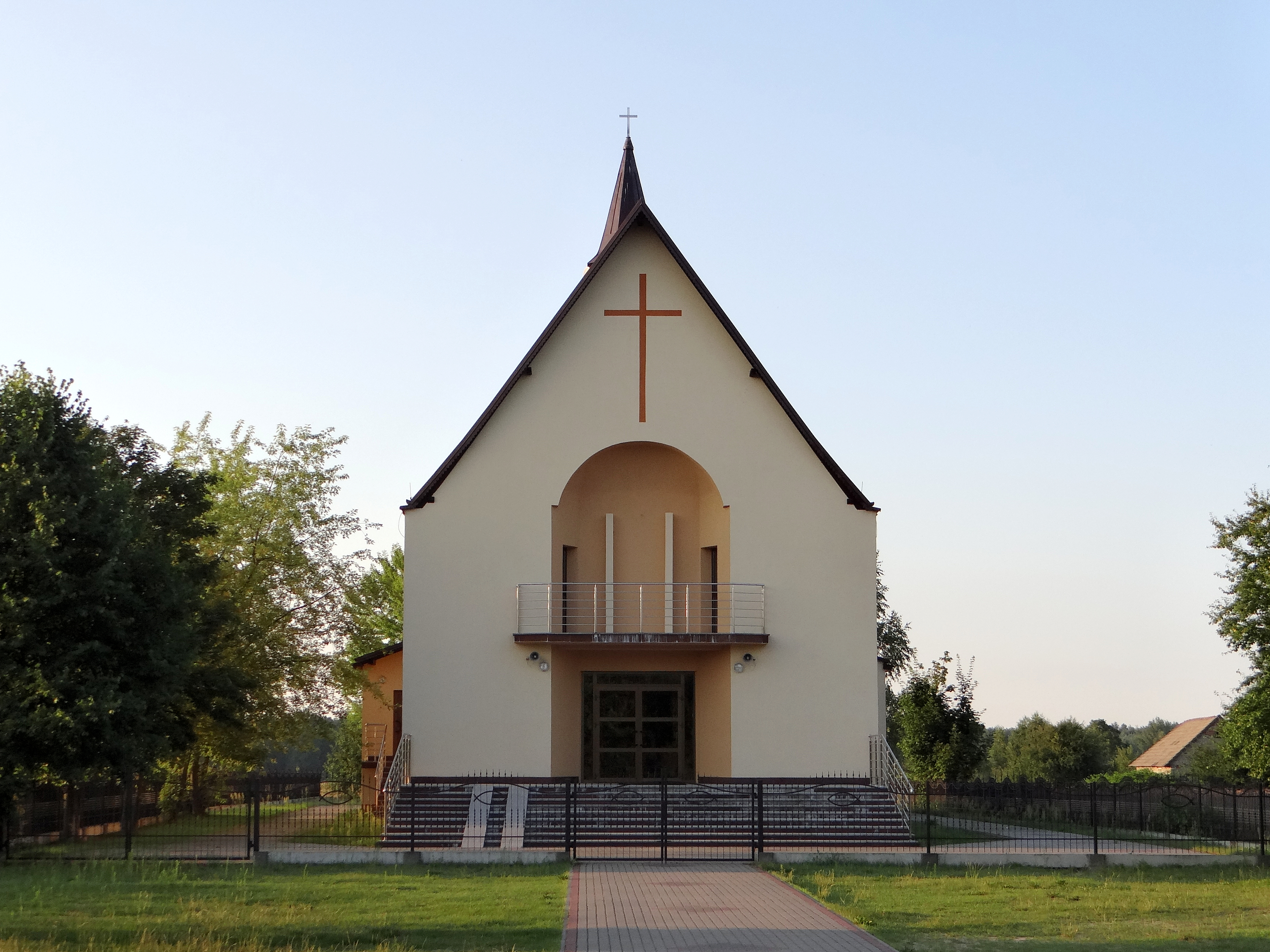
Kaplica pw. Przemienienia Pańskiego w przysiółku Wasile
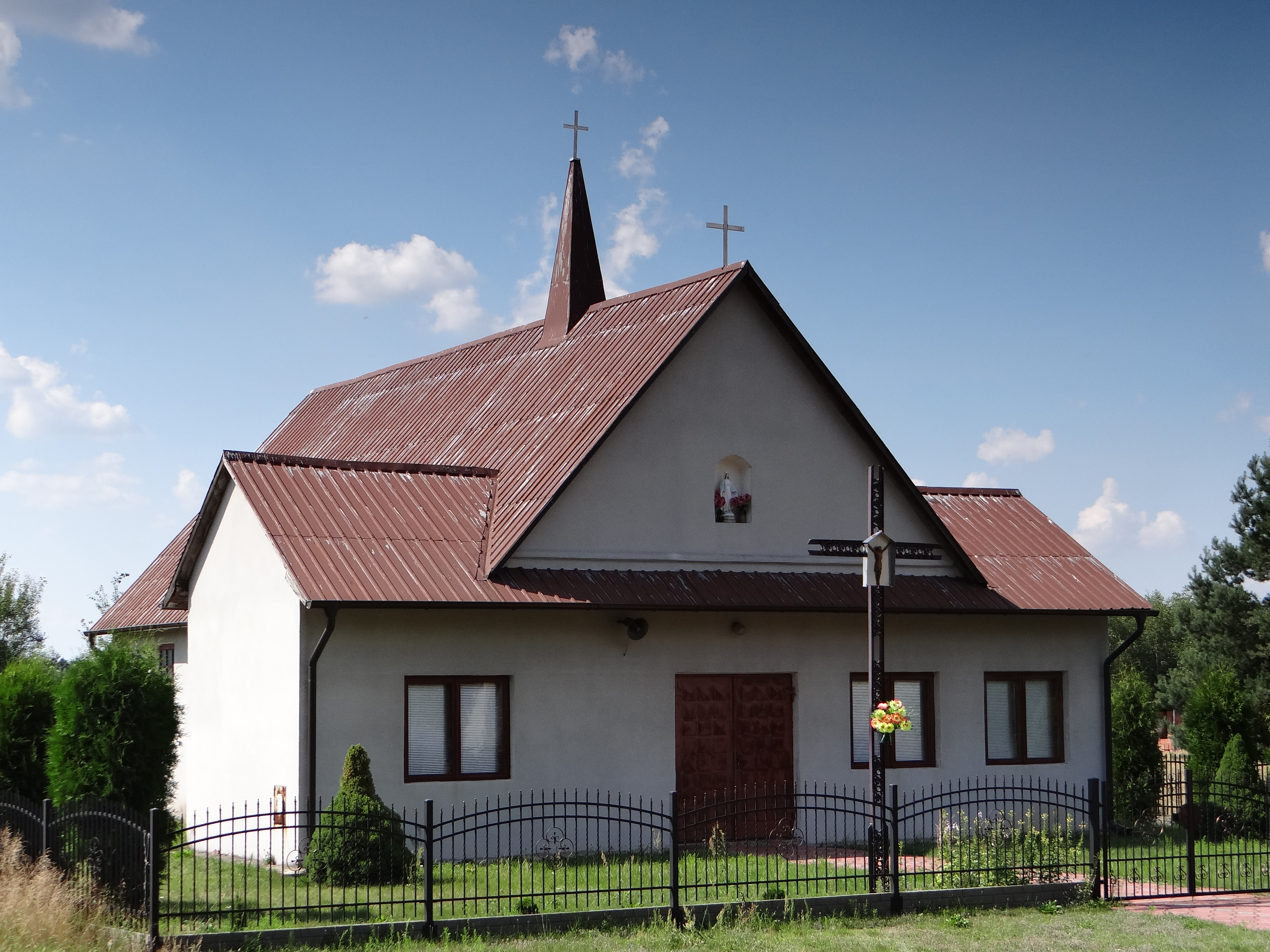
Kaplica św. Judy Tadeusza w przysiółku Nalepy
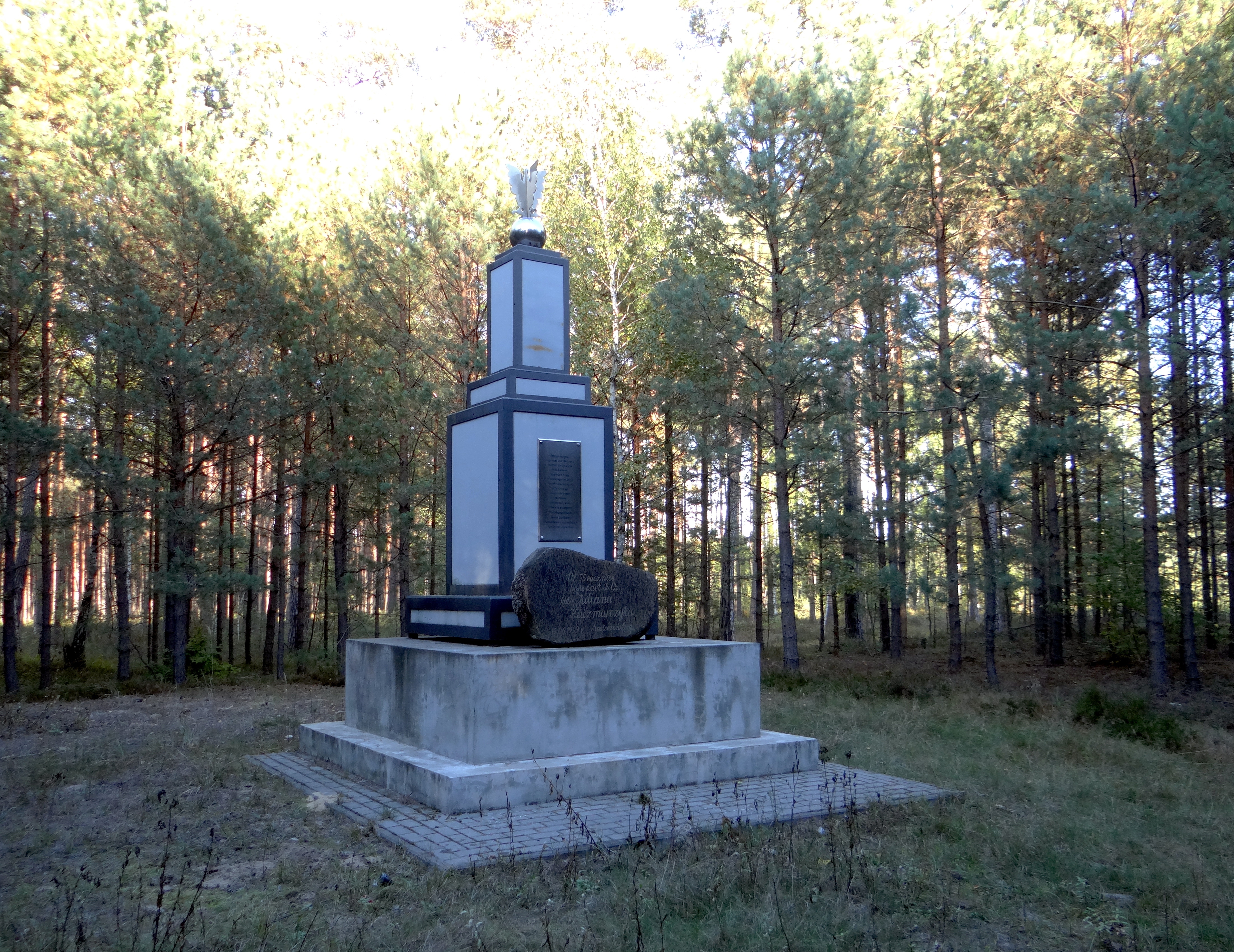
Pomnik partyzantów Batalionu Chłopskiego w Mostkach-Grabie